# دون ميلر (لاعب كرة قدم أمريكية)
دون ميلر (بالإنجليزية: Don Miller)‏ هو لاعب كرة قدم أمريكية أمريكي، ولد في 24 مايو 1932 في هيوستن في الولايات المتحدة.